# Rückprojektion

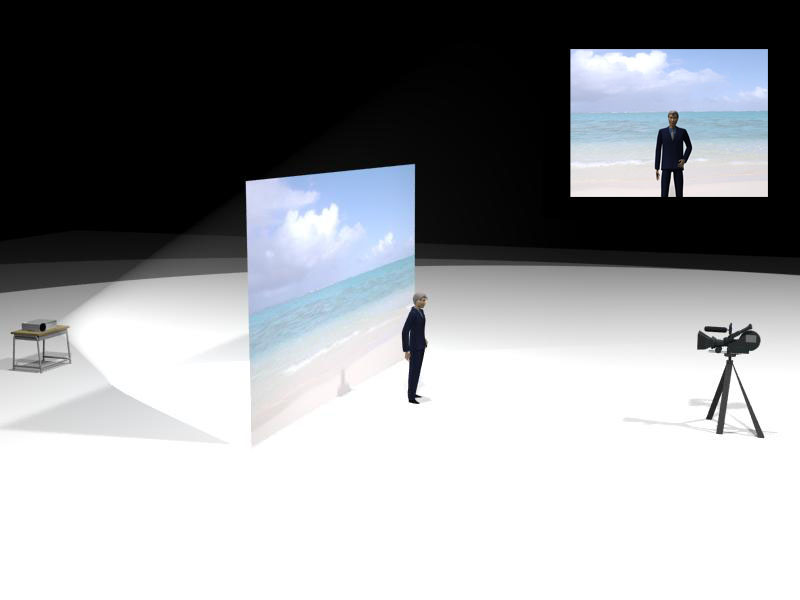
Darstellung einer Rückprojektion

Mit Rückprojektion (engl. rear projection) beschreibt man die Projektion von statischen oder bewegten Bildern „von hinten“, das heißt von hinter der Projektionsfläche in Richtung des Betrachters bzw. des Aufnahmemediums (im Gegensatz zum Schattenspiel, das nur Schattenrisse zeigt). Sie findet im Besonderen Anwendung bei der Filmproduktion und -wiedergabe.
Entwickler der Rückprojektion ist der Ingenieur Josef Behrens, der sich das erste Rückprojektionsverfahren 1918 und ein zweites für den Farbfilm optimiertes Verfahren 1935 patentieren ließ.

## Produktion
In der Produktion wird die Rückprojektion genutzt, um Darsteller im Filmstudio oder auf der Bühne eines Theaters mit separat aufgenommenen Hintergrundaufnahmen zu kombinieren. Dazu steht der Darsteller vor einer Bildwand, auf die von hinten die Hintergrundaufnahmen projiziert werden.

Eine Weiterentwicklung stellte die Frontprojektion dar. Heute werden solche Szenen in der Regel mittels Bluescreen-Technik realisiert.
Das Rückprojektionsverfahren prägte das Erscheinungsbild von Filmen einer ganzen Epoche. Schwere Kameras, das Studioprinzip und beschränkte Budgets machten es in bestimmten Fällen notwendig, die Aktion der Darsteller im Studio mit einer Hintergrundaktion zu kombinieren. So musste nicht das ganze Team zu einem entlegenen Drehort fahren, sondern das zweite Kamerateam drehte die Hintergrundvorlagen, die im Studio mittels Rückprojektion mit der Vordergrundaktion kombiniert wurden. Oft wurde die Rückprojektion bei Autofahrten, Schiffsaufnahmen oder Nahaufnahmen der Darsteller eingesetzt.
Nachdem diese Verwendung dieser Technik in den letzten Jahrzehnten immer mehr zurückging, gibt es nun in den letzten Jahren wieder einen Trend hin zur Rückprojektion: Durch neue Materialien und Technologien – unter anderem auch durch neue Beamer-Generationen – nimmt die Rückprojektion wieder einen stärkeren Platz ein und ersetzt in einigen Gebieten die Frontprojektion (zum Beispiel in Fernsehstudios, bei der Schaufensterwerbung, Point of Sale, bei Konzert- und Kulturveranstaltungen, in Kontrollräumen und so weiter). Oft sind es Einstellungen, bei denen es um künstlerische Verfremdungen oder Traumsequenzen geht, die sich auf diese Weise ohne digitales Compositing herstellen lassen.

### Verfahren
Das Grundprinzip der Rückprojektion (engl. rear projection) besteht darin, dass Darsteller vor einer großen teiltransparenten Fläche (Bildwand) agieren, auf die von hinten ein stehendes oder bewegtes Bild projiziert wird. Dazu werden neben der Filmkamera zusätzlich ein lichtstarker Projektor und eine Bildwand benötigt.
Als Projektor kamen Diaprojektoren mit einem großformatigen Diapositiv, sogenannte Rückpro-Projektoren, zum Einsatz. Diese Projektoren waren in der Lage, eine große Fläche gleichmäßig auszuleuchten. Dazu wurden sehr starke Projektionslampen bis zu 5000 Watt Glühlicht oder bis zu 10.000 Watt Kohlebogenlampen eingesetzt. Diese sind in der Lage, die benötigten Lichtströme von 40.000 bis 60.000 Lumen zu liefern. Es sind spezielle Belüftungssysteme notwendig, um die Hitze und die Abgase der Bogenlampen aus dem Studio zu entfernen. Oft besaßen die Projektoren ein eigenes Kühlsystem, um das Lampenhaus und die Filmebene zu kühlen.
Die Rückpro-Projektoren mussten schallgeschützt werden, um im Studio Volltonaufnahmen zu ermöglichen. Es sollte eine Fernsteuerung für Schärfe geben, die sich vor der Bildwand in der Nähe der Kamera befindet, weil sich von dort am besten die Bildschärfe beurteilen lässt.
Neben stehenden Bildern wurden auch bewegte Hintergründe projiziert. Normale Kinoprojektoren sind für bewegte Rückprojektionen jedoch nicht geeignet, da sie nicht die erforderliche Lichtmenge liefern können, ohne dass der Film verbrennt. Filmprojektoren besitzen einen dreiflügeligen Verschluss, um das Flimmern zu vermeiden (während einer dieser drei Verschlusszeiten findet der Bildwechsel statt). Rückprojektoren besitzen dagegen nur einen Einflügelverschluss mit 240° Hellsektor und 120° Abdeckung. Dadurch steigt die nutzbare Lichtmenge. Über Synchronmotoren werden die Hellsektoren der Kamera und des Rückprojektors synchronisiert.

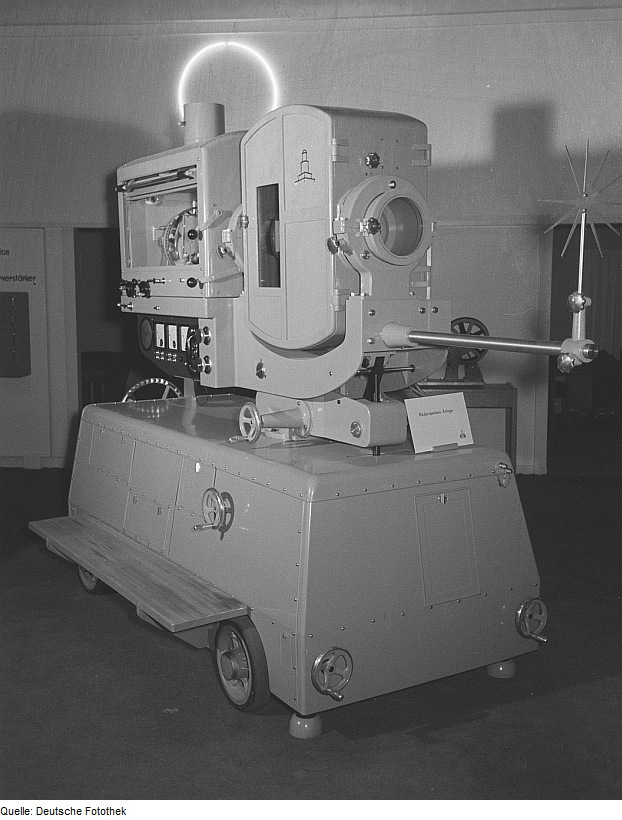
Rückprojektionsanlage des VEB Zeiss Ikon Dresden (später Pentacon) 1954

An den Bildstand von Rückprojektoren für bewegte Motive werden höchste Anforderungen gestellt. Von den Firmen Mitchell und Bell & Howell, die sich auch mit Filmkameras einen sehr guten Ruf erworben haben, wurden Projektoren mit speziellen Greiferwerken gebaut. Diese Greiferwerke arbeiten mit zwei zusätzlichen Sperrgreifern, die den guten Bildstand gewährleisten.
Die Rückpro-Anlage der DEFA-Studios wurde 1971 mit einem variablen 35/70-mm-Projektor des Dresdner Kameraherstellers Pentacon ausgestattet und lieferte sehr gute Ergebnisse.
In den 1930er und 1940er Jahren, als die Filmmaterialien noch nicht so empfindlich waren, wurden zum Teil drei Projektoren verwendet, die mit der identischen Vorlage das Bild gleichzeitig auf die Rückprojektionswand projizierten. Dabei wurden Lichtströme bis zu 125.000 Lumen erreicht.
Für die Rückprojektion werden spezielle Bildwände benötigt. Früher wurden sie aus Acetylcellulose hergestellt. Dazu wurde die Flüssigkeit auf große Glasplatten gespritzt und nach dem Trocknen abgezogen. Später wurden Bildwände aus Nylon- oder Perlongewebe hergestellt. Die ehemalige Rückprojektionsanlage des DEFA-Studios war mit einer 8 × 16 m großen Bildwand der Firma Harkness aus England ausgestattet.
Rückprojektionsbildwände müssen bestimmte Parameter erfüllen. Sie müssen zum einen ein scharfes, hochauflösendes Bild liefern, das gleichmäßig bis in die Ränder ausgeleuchtet ist, dürfen aber keinen „Hotspot“ bilden. Als „Hotspot“ wird in diesem Zusammenhang das direkte Durchscheinen des Projektorlichtes durch die Bildwand bezeichnet. So stellen moderne Rückprojektionsbildwände einen Kompromiss zwischen der diffusen Streuung und der Durchlässigkeit (Transparenz) dar.
Je transparenter die Bildwand ist, das heißt, je größer die Helligkeit ist, umso größer ist in der Regel der Lichtabfall hin zu den Rändern der Bildwand. Dieser Lichtabfall ist ein entscheidendes Problem für die Glaubwürdigkeit der kombinierten Einstellungen. Die Lichtstrahlen müssen von der Projektionsoptik am Rand der Bildwand stärker zur Aufnahmekamera abgelenkt werden als in der Mitte, auch ist der Abstand jeweils größer. Das führt zum besagten Lichtabfall. Deshalb werden am Projektor und der Kamera lange Brennweiten eingesetzt, weil bei ihnen der Helligkeitsunterschied zwischen Mittelpunktstrahlen und Randstrahlen geringer ist.
Je größer der Bildwinkel von Kamera und Projektor ist, umso größer ist daher der Lichtabfall am Rand des projizierten Bildes. Der sogenannte „Bend“-Winkel beschreibt den Winkel, der sich aus der Verlängerung der Randstrahlen von Projektor und Kamera ergibt. Dieser Winkel sollte in der Regel 17° nicht übersteigen. Um das zu erreichen, werden am Projektor Objektive mit langer Brennweite und an der Kamera Objektive mit mittleren Brennweiten verwendet. Üblich für die Rückprojektion ist die Kombination von einem 150-mm-Projektionsobjektiv mit einem 75-mm-Objektiv an der Kamera, was einen „Bend“-Winkel von 14° ergibt.
Das folgende Beispiel demonstriert den Aufwand, um einen Darsteller in einer Halbtotalen vor einer rückprojizierten Winterlandschaft zu zeigen. Um auf eine Bildwand von 2,40 m Höhe und 3,40 m Breite das Hintergrundbild zu projizieren und mit der Kamera aufzunehmen, wird ein mindestens 31 m langes Studio benötigt. Der Projektor mit einem 150-mm-Objektiv steht 20 m von der Bildwand entfernt und die Kamera ist auf der anderen Seite 11 m entfernt. Die Schärfentiefe der Kameraoptik reicht bei der Blende 2,8 von 8 m bis 11 m. Der Schauspieler kann in 9 m Entfernung agieren. Dieses Beispiel demonstriert den Platzbedarf einer Rückprojektionsanlage.
Bei der DEFA in Berlin gab es ein spezielles Rückpro-Studio mit einer Bildwand von 8 × 16 Metern. Hinter der Bildwand befand sich der sogenannte „Rückproschlauch“. Der Projektionsraum war 53 m lang, in der Mitte stand auf einer Schiene der Projektor.

### Vorlagen
In der Vorbereitung von Rückpro-Szenen müssen die Hintergrundmotive festgelegt und gedreht werden. Ein detailliertes Storyboard ist hierbei von Vorteil. Daraus lassen sich Blickrichtung und Einstellungsgrößen erkennen.
Die Kamerahöhe, die Brennweite und der Neigungswinkel der Hintergrundkamera und der Studiokamera sollten ungefähr übereinstimmen. Soll die Hintergrundaktion einer Straßenszene später mit einer Dialogszene zweier Schauspieler im Studio kombiniert werden, ist es bei der Einrichtung des Hintergrundes von Vorteil mit Doublen zu arbeiten. Mit ihnen kann man das Bild einrichten. Die Hintergrundaktion, wie zum Beispiel vorbeigehende Passanten oder Straßenverkehr, sollte nicht zu weit in den Vordergrund kommen, da das desillusionierend wirken würde. Die Horizontlinie des Himmels definiert sich über die Brennweite, den Neigungswinkel der Kamera und die Kamerahöhe.
Folgende Daten sollten notiert und auf der Klappe vermerkt werden:
- Tageszeit
- Sonnenstand
- Brennweite und Kameratyp
- Schärfeeinstellungen und Blende
- Szenennummer und Variante
- bei Vorlagen für Autofahrten die Geschwindigkeit des Kamerafahrzeugs

Sehr weitwinklige und sehr langbrennweitige Objektive sollten bei den Vorlagen vermieden werden, da sie in der Rückprojektion nur mit unbefriedigenden Ergebnissen kombiniert werden können. In der Vorlage sollten sich keine unscharfen Gegenstände im Vordergrund befinden, da sonst später der Eindruck entstehen könnte, dass es zwei Schärfenebenen gibt, eine in der Hintergrundvorlage und eine in der Vordergrundaktion. Bei statischen Aufnahmen sollte die Kamera absolut fest sein und darf sich nicht bewegen oder vibrieren.

### Autofahrten
Rückprojektion wurde besonders oft für Realisierung von Autofahrten eingesetzt. Dadurch ließen sich diese Aufnahmen relativ preiswert und schnell realisieren, und einfach in den Drehplan integrieren. Es gab eine Vielzahl von Argumenten, weshalb über 40 Jahre mit dieser Technologie gearbeitet wurde, obwohl sie nie perfekt war und dem geschulten Auge heute meistens auffällt.
Bei der Aufnahme der Vorlagen sind verschiedene Dinge zu beachten. Bevor die Vorlagen gedreht werden, ist nach Drehbuch oder Anschlusssequenzen die Jahreszeit, die Tageszeit, die Licht- und Wetterstimmung festzulegen. Es ist wichtig zu wissen, um welches Fahrzeug es sich handelt, wie hoch das Fahrerhaus oder die Sitzplätze sind. Personen in einem Bus sitzen höher als in einem PKW.
Dann sind je nach Auflösung die Blickrichtungen festzulegen. Eine Standardeinstellung ist, Fahrer und Beifahrer von vorne oder von der Seite aufzunehmen. Es sind aber auch schräg-seitliche Einstellungen möglich. Wenn zwischen zwei Perspektiven geschnitten werden soll, müssen der Hintergrund und die Lichtstimmung Anschluss haben. Entweder man dreht die jeweiligen Perspektiven nacheinander oder mit zwei Kameras gleichzeitig. Zu beachten ist die unterschiedliche Geschwindigkeitswirkung bei verschiedenen Blickrichtungen. Wenn die Kamera in Bewegungsrichtung nach vorne oder nach hinten aus dem Fahrzeug filmt, entspricht der Eindruck der realen Geschwindigkeit, schaut man aber seitlich im 90°-Winkel zur Bewegungsrichtung aus dem Fahrzeug, wirkt die Geschwindigkeit schneller als die real gefahrene. Ein Phänomen, das auch für Trailerfahrten gilt. Bei gleicher Geschwindigkeit wird die Einstellung im 90°-Winkel einen schnelleren Eindruck hervorrufen. Um in der Montage einen gleichen Geschwindigkeitseindruck zu erzielen, sollten die seitlichen Einstellungen nur mit 60 % der Originalgeschwindigkeit gedreht werden. Normalerweise werden für die Hintergrundaufnahmen bei 35-mm-Film Brennweiten zwischen 35 mm und 40 mm verwendet, für die seitlichen Aufnahmen empfiehlt es sich, kürzere Brennweiten zu verwenden, um den Geschwindigkeitseffekt und die Bewegungsunschärfe zu minimieren.
Wenn heutzutage Autofahrten real gedreht werden und der Trailer mit dem Auto durch ein Waldgebiet fährt, entstehen eine Vielzahl von Interaktionen. Licht fällt durch die Bäume und trifft auf die Schauspieler, Reflexionen auf der Frontscheibe spiegeln die Baumkronen und den Himmel ein. Eine Möglichkeit wäre, mit einer zweiten Rückpro-Anlage und einer Bildwand, die sich über dem Auto befindet, Reflexionen in die Frontscheibe einzuspiegeln.

### Realisierung von Rückprojektionen
Ist die Vorlage gedreht worden, wird das Negativ entwickelt, und am optischen Printer auf ein weiches Positivmaterial kopiert. Für die Rückprojektionsvorlage sollte jede Einstellung dreimal kopiert werden und es ist praktisch, am Anfang der Rolle eine Schärfetesttafel einzufügen, um vor jedem Durchlauf die Bildschärfe kontrollieren zu können. Vor jeder Einstellung sollte sich ein Zählvorspann befinden, um damit die Vordergrundaktion koordinieren zu können. In der Rückprovorlage sollte es keine Klebestellen geben, da das den Sperrgreifer des Projektors beschädigen könnte und zu Bildstands-Schwankungen führt.
Entscheidend für den Erfolg einer Rückpro-Aufnahme ist die Reduzierung des Hot Spots und des Lichtabfalls zum Rand. Dafür gibt es verschiedene Möglichkeiten:
- Verlauf-Leinwände: Diese Leinwände sind in der Mitte etwas weniger transparent als am Rand und kompensieren den Lichtabfall.
- Reduzierung des „Bend-Winkels“ durch große Brennweiten der Kameraobjektive
- Soll während der Rückpro-Aufnahme geschwenkt werden, sind Schwenks über 40° zu vermeiden, da sie zu Verzeichnungen und Lichtabfall führen
- Wenn die Kamera leicht aus der optischen Achse (3–4°) geschwenkt wird, kann man den Hotspot außerhalb des Bildes legen.
- negative Blende im Strahlengang des Projektors (Metallstern).

Ein weiterer Kompromiss muss in der Wahl des Kameraobjektives, des Abstandes der Darsteller zur Rückpro-Bildwand und deren Beleuchtung gefunden werden. Die längere Brennweite reduziert zwar den Hot Spot, reduziert aber zugleich den Bereich der Schärfentiefe. Der Darsteller und die Bildwand müssen im Schärfentiefebereich der Kameraoptik sein, ohne dass sich der Darsteller zu nah an der Bildwand befindet, da das Licht, das den Darsteller beleuchtet, sonst auf die Bildwand trifft und den Kontrast des projizierten Hintergrundbildes verringert.
Damit das Licht, welches den Darsteller beleuchtet, nicht auf die Bildwand trifft, wird oft mit einem „Scherenlicht“ von zwei Seiten oder einem sehr steilen Licht von oben gearbeitet – Auflicht ist zu vermeiden. Die Lichtquellen sollten gegenüber der Bildwand sorgfältig ausgedeckt werden. Es empfiehlt sich, Dekorationsgegenstände von hinten schwarz zu streichen, da sonst das Licht von der Bildwand von diesen reflektiert wird und die Kontraste verringert. Ein weiteres Problem ist die Angleichung von Kontrast, Gradation, Farbtemperatur und Farbkontrast von Hintergrundaktion und Vordergrund. Dabei ist entscheidend, wie die Vorlage kopiert wurde, wie hoch die Farbtemperatur der Projektionslampe ist und wie durch die Bildwand die Farbtemperatur verändert wird. Dabei empfiehlt es sich, mit einem Test verschiedene Filterungen bei der Kopierung der Rückprovorlage zu probieren.
Diesen Prozess zu optimieren, bedarf es vieler Versuche und Testläufe. Die Kameramänner, die in der Vergangenheit mit Rückprojektion gearbeitet haben, bauten sich über die Jahre einen eigenen Erfahrungsschatz auf, der sich selten in Formeln oder feste Regeln fassen lässt. Rückprojektion wird heutzutage bei den gestiegenen Qualitätsansprüchen nur noch angewendet, wenn die „Rückpro“ nur einen Teil des Bildes einnimmt, wie zum Beispiel bei Autofahrten oder Fensterdurchblicken hinter einer Gardine.
Die in den letzten Jahren verbesserten Filmmaterialien mit höherer Empfindlichkeit würden weniger hohe Lichtströme der Rückprojektoren und weniger Vordergrundbeleuchtung notwendig machen – leider sind jedoch kaum noch Rückprojektoren im Einsatz.
In der Zukunft stellen lichtstarke digitale Projektoren im HDTV-Format mit 1100 Zeilen Auflösung und mit 100 % Bildstand eine mögliche Alternative dar.
Im Theater- und Show-Bereich gibt es Großformat-Dia-Projektoren (15 × 15 cm) die mit 4.000/6.000 oder 12.000 Watt HMI-Projektionslampen arbeiten. Damit lassen sich in Verbindung mit sogenannter Operafolie gute Ergebnisse erzielen.

## Wiedergabe
In der Wiedergabe gibt es verschiedene Einsatzbereiche für die Rückprojektion:

### Fernseher
Grundsätzlich funktioniert jeder (Röhren-)Fernseher nach dem Prinzip der Rückprojektion. Die Bilderzeugung findet hier hinter der Bildfläche statt.

### Kino
Im Kino findet man die Rückprojektion häufig bei Filmtheatern mit beschränkten räumlichen Verhältnissen. Ist hinter dem Zuschauerraum kein Platz mehr für einen konventionellen Bildwerferraum, so bietet hier bei ausreichendem Raum hinter der Bildwand die Rückprojektion eine gute Alternative. Hierfür sind eigens konstruierte Bildwandmaterialien mit besonderer Transluzenz nötig. Bei analogem Film ist dabei der Filmstreifen im Vergleich zur konventionellen Projektion seitenverkehrt in den Filmprojektor einzulegen. Dementsprechend sind Tonabnahmegeräte seitenvertauscht einzubauen. Beispiele hierfür sind Bellevue 4 in Zürich; eines der 4 ehemaligen Karlstor Kinos, München.

### Konzerte
In Zusammenarbeit von Crypton Future Media und Sega werden mittels der Rückprojektion Musik-Konzerte mit virtuellen Darstellern in Lebensgröße auf eine lichtaufnahmefähige Glaswand projiziert, was besonders bei Fans im asiatischen Bereich auf große Begeisterung stößt. Hierbei wurden bis heute hauptsächlich erfundene japanische Anime-Charaktere verwendet. Ganz besonders populär wurde dadurch die Vocaloid-Sängerin Hatsune Miku.

### Sonstige Anwendungen
Rückprojektionen finden häufig dort Anwendung, wo hinter der Bildwand genügend Raum vorhanden ist und die Projektionstechnik aus ästhetischen, entwurflichen oder anderen Gründen (Geräusch- und Hitzeentwicklung, Empfindlichkeit der Geräte) versteckt werden soll. Dies sind zum Beispiel Messestände, Displays, Anzeigen oder Bühnenhintergründe im Theater.